# Paolo Petrini
Paolo Petrini (Porto San Giorgio, 12 luglio 1963) è un politico italiano.

## Biografia
Nato il 12 luglio 1963 a Porto San Giorgio, in provincia di Fermo, laureato in scienze politiche, ha ricoperto le cariche di consigliere comunale di Porto Sant'Elpidio per un mandato dal 1993 al 1997 e sindaco dello stesso comune dal 27 aprile 1997 al 24 maggio 2003 per due mandati, sostenuto prima dal post-comunista Partito Democratico della Sinistra, di cui è stato segretario cittadino di Porto Sant’Elpidio, e poi dal partito successore Democratici di Sinistra.
Alle elezioni regionali nelle Marche del 2005 si candida per la lista Uniti nell'Ulivo, sostenendo la mozione del centro-sinistra del vicepresidente Gian Mario Spacca, venendo eletto nella circoscrizione di Fermo con 15.398 preferenze in consiglio regionale delle Marche. Alle successiva tornata elettorale viene rieletto consigliere regionale nella medesima circoscrizione come l'unico degli eletti.
Alle elezioni politiche del 2013 viene candidato alla Camera dei deputati, tra le liste del Partito Democratico (PD) nella circoscrizione Marche in ottava posizione, venendo eletto deputato. Nella XVII legislatura della Repubblica è stato membro della Commissione parlamentare di vigilanza sull'anagrafe tributaria, oltreché componente e vicepresidente della 6ª Commissione Finanze.
Alle elezioni politiche del 2018 venne ricandidato alla Camera nel collegio uninominale Marche - 02 (Civitanova Marche), sostenuto dalla coalizione di centro-sinistra in quota PD, ottenendo il 20,66% dei voti e venendo miseramente sconfitto dalla candidata del Movimento 5 Stelle Mirella Emiliozzi (37,18%) e superato dal candidato del centro-destra Giuseppe Cognigni (35,38%).
Alle elezioni comunali nelle Marche del 2023 si ricandida come sindaco di Porto Sant'Elpidio, sostenuto da PD e le liste "Paolo Petrini Sindaco", "Civico impegno" e "PSE Tradizione e futuro". Al primo turno ottiene il 27,8% dei voti, accedendo al ballottaggio assieme al candidato di centro-destra (Fratelli d'Italia, Noi con l'Italia, UDC e Azione) Massimiliano Ciarpella (49,5%), ma al secondo turno viene superato da Ciarpella ottenendo il 28,2% contro il 71,8% di Ciarpella.